# Waldemar IV (książę Szlezwika)
Waldemar IV (ur. ok. 1265 r., zm. w 1312 r.) – książę Szlezwika od 1272 r.

## Życiorys
Waldemar był starszym synem księcia Szlezwika Eryka I z dynastii Estrydsenidów i Małgorzaty, córki księcia Rugii Jaromira II. W 1272 r. odziedziczył po śmierci swego ojca południową Jutlandię (księstwo Szlezwiku). Był wówczas małoletni, w związku z czym opiekę nad nim sprawowali królowie Danii. W 1283 r. objął rządy samodzielne. Spróbował zagarną wyspę Als – jednak bez skutku, a sam został przez króla duńskiego Eryka Glippinga w 1285 r. pojmany i był uwięziony do 1286 r.
Krótko potem zamordowano króla Eryka Glippinga, a Waldemar był podejrzewany o współudział w organizacji mordu. Mimo to porozumiał się z wdową po zmarłym królu, Agnieszką, i otrzymał wszystkie terytoria, które znajdowały się pod władzą jego ojca – w tym sporne wyspy Als i Langeland oraz fragmenty południowej Fioni. Został też mianowany regentem sprawującym władzę w imieniu małoletniego syna zamordowanego Eryka, swojego kuzyna, Eryk Menveda. Jednak już w 1289 r. doszło do otwartego konfliktu między Waldemarem i matką małoletniego króla, a Waldemar sprzymierzył się z królem Norwegii Erykiem II Wrogiem Księży w wojnie przeciwko Danii. W efekcie w drugiej połowie lat 90. XIII w. Waldemar musiał ustąpić wcześniej uzyskane nabytki terytorialne, uzyskał jednak potwierdzenie Szlezwiku jako dziedzicznego lenna.
Dbał o rozwój miast i handlu. Liczne miasta w swym księstwie obdarzał przywilejami, a Haderslev otrzymało od niego prawa miejskie.
Został pochowany w katedrze w Szlezwiku.

## Rodzina
Pierwszą żoną Waldemara była od 1287 r. Elżbieta, córka księcia Saksonii-Lauenburga Jana I. Z małżeństwa tego pochodził syn i następca Waldemara, Eryk II. Drugą żoną Waldemara była od 1306 r. Anastazja, córka hrabiego Schwerinu-Wittenburga Mikołaja I. To małżeństwo było bezdzietne. Waldemar miał też nieślubnego syna Abla.